# Tupolev ANT-22
Tupolev ANT-22 (còn gọi là MK-1) là một loại tàu bay cỡ lớn chế tạo ở Liên Xô năm 1934.

## Quốc gia sử dụng
Liên Xô
- Không quân Hải quân Liên Xô

## Tính năng kỹ chiến thuật (ANT-22)
Dữ liệu lấy từ The Osprey Encyclopedia of Russian Aircraft 1875–1995 
Đặc điểm tổng quát
- Kíp lái: 8
- Chiều dài: 24.1 m (79 ft 0¾ in)
- Sải cánh: 51.0 m (167 ft 3⅞ in)
- Chiều cao: 8.96 [2] m (29 ft 4⅔ in)
- Diện tích cánh: 304.5 m2 (3,278 ft2)
- Trọng lượng rỗng: 21.663 kg (47.758 lb)
- Trọng lượng có tải: 33.560 kg (73.986 lb)
- Powerplant: 6 × Mikulin M-34R, 612 kW (820 hp) mỗi chiêc

Hiệu suất bay
- Vận tốc cực đại: 233 km/h (145 mph)
- Vận tốc hành trình: 180 km/h (112 mph)
- Tầm bay: 1.350 km (840 dặm)
- Thời gian bay: 7 giờ
- Trần bay: 3.500 m (11.500 ft)
- Vận tốc lên cao: 1,6[3] m/s (318 ft/phút)

Vũ khí trang bị
- 2 × pháo 20 mm Oerlikon
- 2 × 7,62 mm súng máy ShKAS
- 2 × 7,62mm súng máy DA
- 6.000 kg (13.200 lb) bom